# Širokorepi zovoj
Salvinov prion (lat. Pachyptila salvini) je vrsta morske ptice iz roda Pachyptila. Ima dvije podvrste. Živi na oceanskim otocima. Ime je dobio po britanskom ornitologu Osbertu Salvinu. Dug je 29 cm, a težak je 160-235 grama. Ima raspon krila 57-66 cm. Perje je sivobijelo, a kljun je plave boje. Ove ptice hrane se uglavnom krilom, ali i ribama te lignjama. Okvirna populacija ove vrste je 12 000 000 jedinki. Pachyptila salvini je jako društvena ptica, te se često viđa u velikim jatima.                                                                                                                    

## Razmnožavanje
Sezona gniježdenja počinje u srpnju ili kolovozu. Ove ptice se razmnožavaju u velikim kolonijama. Polažu jedno bijelo jaje iz kojeg se izlegne ptić za oko 50 dana. Roditelji brinu za njega 60 dana, kada dobiva perje i odlazi od njih.

## Vanjske poveznice
|  | Zajednički poslužitelj ima stranicu o temi Pachyptila salvini    |
|  | Zajednički poslužitelj ima još gradiva o temi Pachyptila salvini |
|  | Wikivrste imaju podatke o taksonu Pachyptila salvini             |